# Violette Impellizzeri
 (mai 2022).
Violette Impellizzeri, née le 15 août 1977 à Palerme (Italie), est une astronome, astrophysicienne et professeur d'université italienne.

## Biographie
Violette Impellizzeri a vécu trois ou quatre ans à Saronno, dans la province de Varèse, puis elle s'est installée avec sa famille à Alcamo, en Sicile, où elle a grandi et fréquenté l'école primaire et secondaire. Elle a déménagé avec sa famille à Karlsruhe, en Allemagne, après que son père y a commencé à enseigner.
Elle a terminé ses études à l'École européenne de Karlsruhe, où elle a obtenu son baccalauréat européen. En 1995, elle entre à l'Université de Bristol ; alors qu'elle fréquentait la faculté de physique, elle réalisa qu'elle avait des aptitudes pour l'astrophysique, alors elle retourna en Allemagne pour obtenir une maîtrise en physique et obtint un doctorat en astrophysique à l'Institut Max-Planck de radioastronomie à Bonn. Elle poursuit ses études en effectuant un post-doctorat à Charlottesville, en Virginie (États-Unis), au National Radio Astronomy Observatory (NRAO), où elle travaille pendant trois ans dans le projet de cosmologie physique sur les  mégamasers (MCP).
En 2011, Impellizzeri a commencé à travailler avec ALMA au Chili ; chaque mois, et pendant plusieurs années, Violette devait rejoindre le désert d'Atacama et faire des observations avec une équipe d'astronomes et d'astrophysiciens au moyen du plus grand radiotélescope du monde, composé de 66 antennes, qui peuvent observer les coins les plus éloignés de l'univers avec une très haute résolution. Elle a commencé à y travailler en tant qu'astronome expérimentée dans les opérations d'ALMA et a assumé plusieurs rôles jusqu'en 2020. Le financement du projet venait des États-Unis, de l'Europe et du Japon.
En octobre 2020, elle est retournée en Europe et a commencé à travailler, en tant que responsable de programme, avec Allegro (ALMA Local Expertise GROup), le nœud européen ALMA Regional Center (ARC) aux Pays-Bas, hébergé par l'Observatoire de Leyde. Elle est également enseignante à l'Université de Leyde. Établi en collaboration avec la Nederlandse Onderzoekschool voor Astronomie (nl) (NOVA) et la division des sciences physiques de l'Organisation néerlandaise pour la recherche scientifique (NWO/EW), Allegro intègre l'expertise pertinente pour ALMA au sein des institutions astronomiques et universités des Pays-Bas.

## Activité
Au cours des travaux d'Impellizzeri sur les noyaux galactiques actifs, dans le cadre de son doctorat à l'Université de Bonn, elle a projeté une série d'observations dans le but de détecter des masers à eau dans des galaxies lointaines. Le projet a été réalisé à l'aide du radiotélescope d'Effelsberg de 100 mètres, une très grande structure mobile en acier qui s'oriente avec une précision submillimétrique extraordinaire.
La recherche a été couronnée de succès car le maser à eau a été détecté dès la première tentative et la découverte a été confirmée par le Very Large Array Radio Telescope du Nouveau-Mexique (NRAO). De plus, l'onde électromagnétique du maser a trouvé un alignement aléatoire et fortuit avec un corps de grande masse (une galaxie massive) qui s'est comporté comme une lentille gravitationnelle, permettant la focalisation et le grandissement du signal (le rendant ainsi visible). En considérant la vitesse de la lumière, elle a découvert que ces molécules d'eau avaient été produites onze milliards d'années auparavant. Cette découverte a été publiée dans la revue Nature et a été rapportée dans la presse internationale.
La découverte est pertinente pour les études sur les théories de l'expansion de l'univers, et en particulier, sur le calcul de la constante de Hubble qui mesure la relation entre la distance et la vitesse des corps célestes (galaxies). En 2008, Impellizzeri a été recrutée par le NRAO pour travailler sur le projet de cosmologie du MCP (Megamaser Cosmology Project) et elle s'est vu confier la coordination des recherches menées avec le Green Bank Telescope en Virginie, et des observations faites avec le VLBI (Very Observatoire Long Baseline). Elle a travaillé intensivement pour le projet MCP pendant les trois années passées en Virginie, mais est restée en tant que collaboratrice du projet au cours des dix années suivantes.
Pendant ce temps, les États-Unis, l'Europe et le Japon allaient construire le plus grand radiotélescope du monde au Chili, dans le désert d'Atacama à cinq mille mètres d'altitude. Impellizzeri a été envoyé au travail par NRAO en tant qu'astronome pour la réalisation de ce projet ambitieux. Dès le début, elle a été chargée de l'intégration des observations du VLBI au sein d'ALMA (sous le titre d'« ami du VLBI »), afin de pouvoir faire des observations avec d'autres télescopes à travers le monde, même distants de 10 000 kilomètres entre eux, comme s'il n'en était qu'un d'un diamètre de 10 000 km. En près de 10 ans d'observations à ALMA, ils ont fait des découvertes et vérifié de nombreuses théories.
En 2017, ils ont commencé les observations avec le Event Horizon Telescope (EHT) dans l'espoir de réaliser la première image d'un trou noir. Il a fallu des années de préparation et un grand effort technique pour assembler tous les radiotélescopes du monde, qui ont pris la photo, publiée le 10 avril 2019, au même moment. Les télescopes ayant contribué à ce résultat sont Alma, Apex, l'IRAM 30 mètres de Grenoble, le télescope James-Clerk-Maxwell, le télescope Alfonso Serrano, le télescope Submillimeter Array, le Submillimeter Telescope et le South Pole Telescope. Ils ont choisi le trou noir au centre de la galaxie Messier 87, à une distance de 56 millions d'années-lumière ; ce trou noir a une masse de 6,5 milliards de masses solaires.

## Honneurs
- A obtenu le titre de Femme des étoiles et une publication dans Nature pour la découverte de l'eau la plus ancienne de l'univers ;
- 11 août 2018 : Attribué le Tablet Paul Harris Fellow (la plus grande reconnaissance des Rotary Clubs) pour la diffusion de la culture italienne ;
- 18 avril 2019 : le gouvernement chilien décerne à l'astronome une médaille en reconnaissance officielle du travail accompli dans l'exploration des trous noirs.
- 12 août 2019 : Une tablette est offerte par le maire d'Alcamo pour sa prestigieuse carrière dans le domaine de la recherche scientifique.
- 2020 : Avec les autres astrophysiciens qui ont réalisé la photo du trou noir M87*, elle a reçu le prestigieux Breakthrough Prize (2020)[6].
- 11 août 2021 : Prix annuel du club Kiwanis d'Alcamo, avec la motivation suivante : À Violette Impellizzeri, astronome de renommée internationale, pour son dévouement pour l'étude des mystères de l'univers et pour la sauvegarde de l'environnement.